# Templete de San Pietro in Montorio

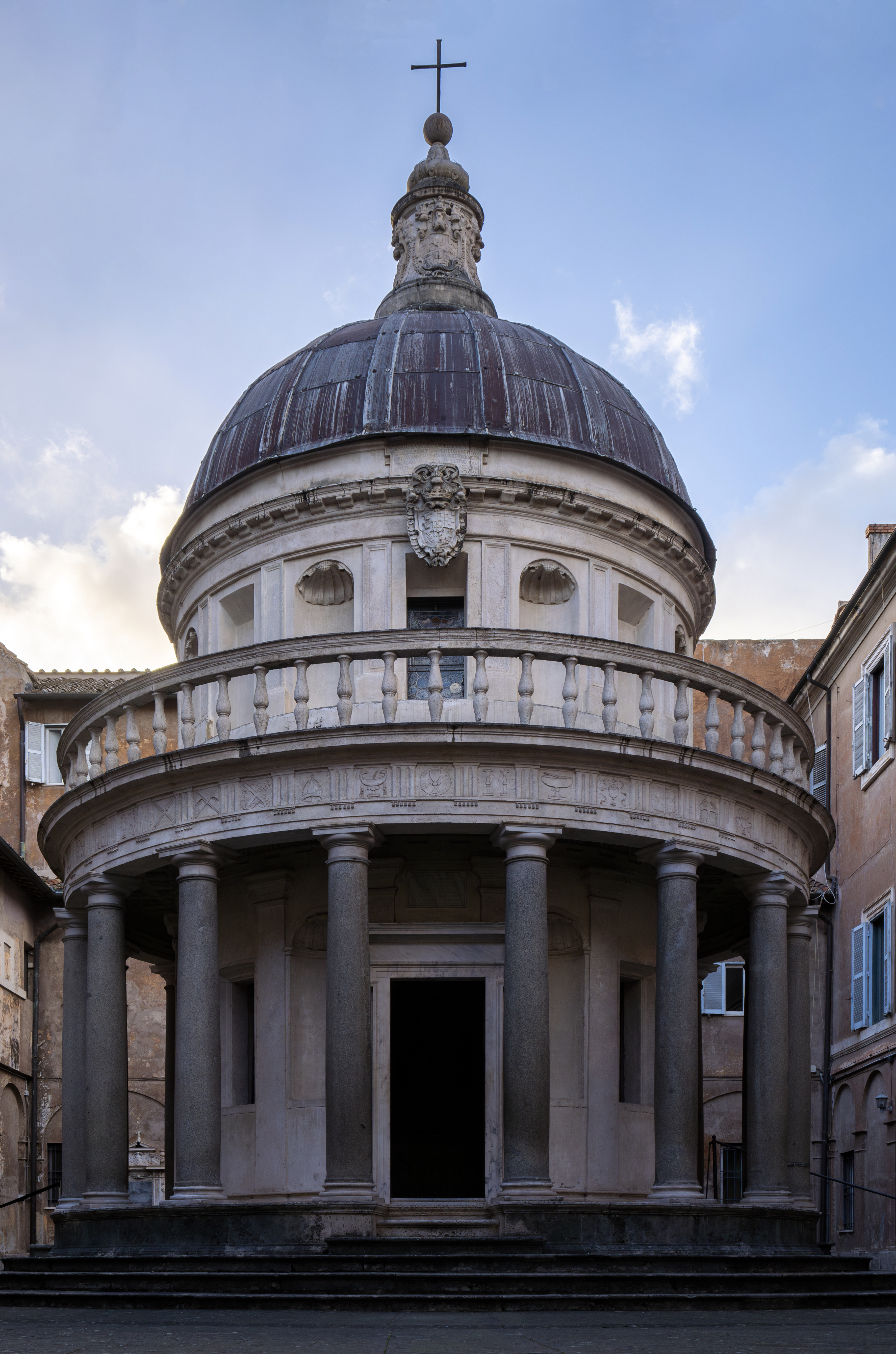
Tempietto de Bramante (ca.1502-1510).

El templete de San Pietro in Montorio es obra del arquitecto Donato Bramante, que fue erigido hacia 1502 - 1510 en uno de los patios del convento franciscano homónimo en Roma, actual Academia de España en Roma. 

## Introducción

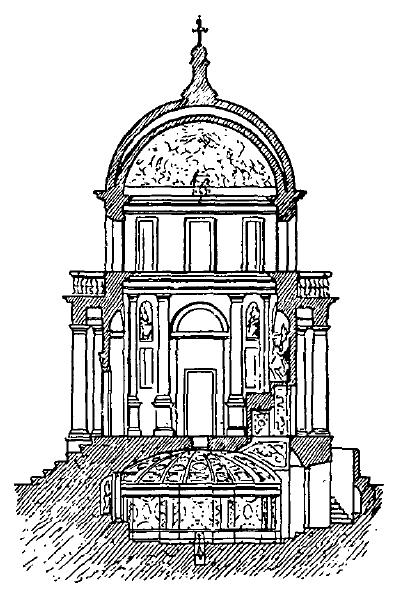
Sección de San Pietro in Montorio.

La construcción corrió a cargo de los Reyes Católicos en honor a  San Pedro Apóstol y como agradecimiento por la conquista de Granada en 1492. La Iglesia de  San Pietro in Montorio y el Templete de Bramante en el Janículo son el exvoto de los Reyes Católicos por el fallecimiento del Príncipe Juan de Aragón y Castilla en 1497, según figura en las inscripciones del Templo.
Esta obra se considera como el manifiesto de la arquitectura del clasicismo renacentista, dada su pureza de líneas y austeridad decorativa.
El templete fue realizado por Donato Bramante en granito, mármol y travertino, con acabados de estuco y revoco.
La edificación es de planta circular e imita a los martyria orientales, pues de hecho es un martyrium. Dispone de una columnata que envuelve a la cella, cubierta por una cúpula semiesférica. Esta columnata conforma un peristilo. También hay una clara referencia a la cultura griega en la forma circular, como un tholos griego.
El templete se erige sobre una escalinata seguida de un corto podio sobre el que se eleva la columnata de orden toscano, rematada por un entablamiento (metopas y triglifos) coronado por una balaustrada. Tiene en total 48 metopas donde se representan los símbolos del papado: llaves de San Pedro, tiara pontificia, cáliz, o patena. El muro de la cella, con dos cuerpos, tiene un muro exterior decorado con nichos de remate semicircular, de concha de venera, que alternan con vanos adintelados (puertas y ventanas) separados por pilastras, cada una de las cuales se corresponde con una de las columnas del peristilo.
Esta decoración se dispone rítmicamente, partiendo de la disposición de tres puertas y el altar, situados en los extremos de dos ejes de la planta circular, que se cruzan perpendicularmente a modo de cardo y decumano; cada paño de muro situado entre dos puertas está ornado a su vez mediante un vano (ventana central flanqueada por dos nichos). Bramante parte de un módulo que no es una medida sino una forma: el cilindro, pues cilíndricas son las columnas, pórtico, balaustrada, cella y tambor.
Justo debajo del altar mayor está la cripta, donde supuestamente se clavó la cruz de San Pedro donde San Pedro fue crucificado.

## El arquitecto

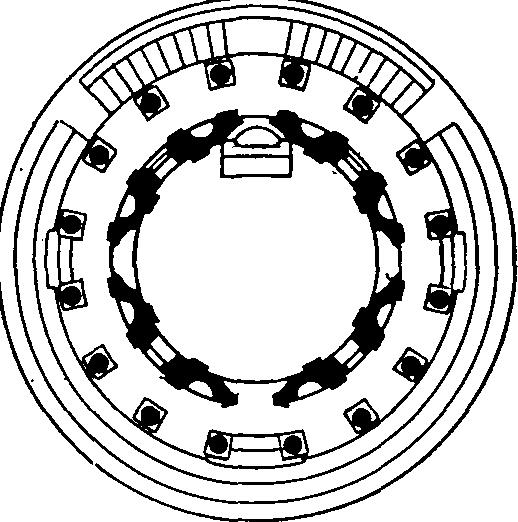
Planta de San Pietro in Montorio.

Donato di Pascuccio d'Antonio o Donato di Angelo di Antonio, conocido como Bramante (Fermignano, c. 1443/1444 - Roma, 1514) fue un pintor y arquitecto italiano, que introdujo el estilo del primer Renacimiento en Milán y el «Alto Renacimiento» en Roma, donde su obra más famosa fue el planeamiento de la Basílica de San Pedro.
Tuvo una formación quattrocentista pero su plenitud artística la alcanza en el siglo XVI. Su arquitectura está caracterizada por la severidad y el uso de planta central cubierta con cúpula.

## Desarrollo arquitectónico en contexto
Los discípulos de Bramante establecieron en toda Italia ese estilo clásico que se deja ver en el Tempietto, pero esta influencia solo quedó documentada mediante fuentes indirectas como dibujos realizados durante su construcción, libros de contabilidad y en los diferentes tratados de arquitectura.
La fundación del Tempietto se debió a la petición de los Reyes Católicos de España y su origen fue una rotonda períptera. Se erigió en 1502 en el lugar en que había sufrido martirio San Pedro y se terminó en el 1510. La rotonda no era en sí un concepto totalmente nuevo, ya que en el siglo anterior se habían construido edificios de planta circular. Pero la característica principal de esta obra es que fue el primer edificio renacentista en el que la cella está rodeada a la manera clásica con un anillo de columnas con arquitrabe.

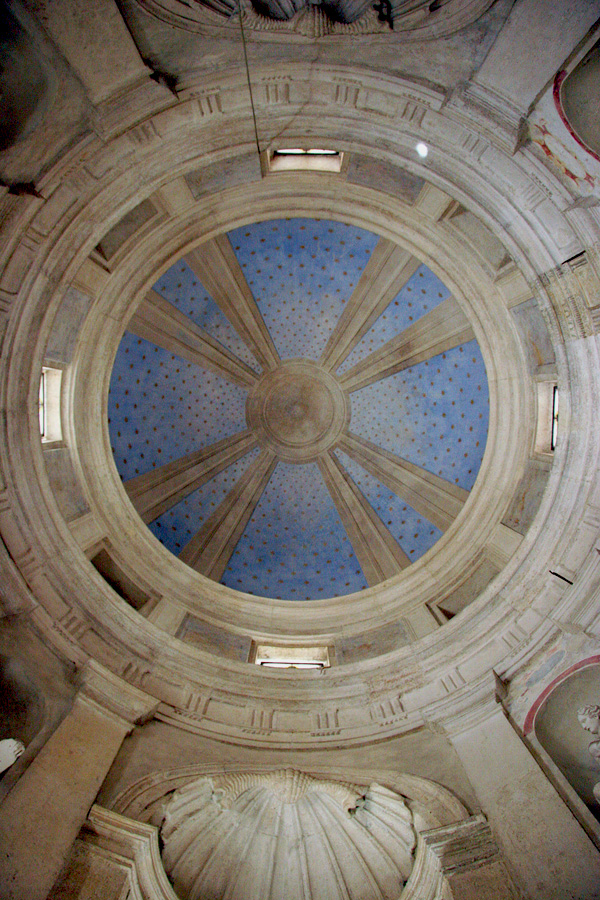
Cúpula interior del Tempietto de San Pietro in Montorio.

Al igual que en las edificaciones clásicas, el espacio entre columnas se mantiene constante a lo largo de su perímetro, por tanto la disposición de estas no proporciona ninguna indicación acerca de la situación del altar en el interior de la cella.
Los fustes de granito de las columnas fueron reutilizados de un templo antiguo,  añadiéndoles una base y un capitel de mármol de orden toscano. Este orden toscano es sencillo y compacto, una versión romana de los órdenes griegos. Se advierte, no obstante, un elemento de ruptura con la tradición clásica consistente en que el interior de la cella es demasiado pequeño para que el visitante tenga la sensación de que su verdadera finalidad fuese la de crear espacio.
Está construido en piedra y su diámetro interior es de cuatro metros y medio, y el altar y la escalinata que conducen a él ocupan aproximadamente la mitad de su superficie, de manera que hay poco espacio para albergar cualquier reunión de personas que no se limite al oficiante y a sus ayudantes. Esto contrasta con la costumbre del periodo anterior de que los edificios fueran lugares para albergar muchedumbres para la celebración de ritos religiosos o actos litúrgicos. De esta forma en el Tempietto esto es un elemento secundario, siendo el contenido real del edificio su exterior. Es decir que el Tempietto se ha construido para contemplarlo y no para utilizarlo, siendo un monumento al estilo tradicional y no una iglesia al uso.

## Templo y tradición
Unos ocho años, c.1502-1510, tardó en realizarse la superestructura del Tempietto, sobre la correspondiente cripta ya existente –así el carácter de martyrium es inherente a la construcción, como base y fundamento de la misma, a un tiempo, físicos y simbólicos–. Se creía entonces que se edificaba sobre el lugar donde san Pedro, primer Papa, había sido encarcelado y crucificado. El Mons Aurelius.

## Tipología
El Tempietto di San Pietro fue diseñado en base a la búsqueda de la perfección. El arquitecto, al construir este edificio, demostró su interés en la centralización al realizarlo con una forma de claustro. Este claustro consiste de un patio circular de un piso y dieciséis columnas, número que ayuda a las proporciones y a la simetría del lugar. Este edificio fue tomado como un modelo en la arquitectura de la época, y se pueden notar distintas obras en las que se utilizaron técnicas y características parecidas a las del Tempietto. Algunos ejemplos son:
1. La Iglesia de San Andrés del Quirinal, en Roma
2. El Panteón en París
3. Iglesia San Giovanni dei Fiorentini, en Roma
4. La Capilla del Santo Sepulcro, en la Iglesia de San Pablo Extramuros
Como se puede observar, estas obras no son una copia directa, pero se pueden apreciar cosas como la centralización, las plantas circulares, las columnas, etc. 
Las ideas del templete fueron difundiéndose a través de Europa, repitiendo sus ideas en varias ocasiones y así, convirtiendo este edificio en una tipología.

## Simbología
El conjunto simboliza la condición del Apóstol Pedro como Primer Pontífice y fundamento de la Iglesia. La cripta simboliza el martirio del apóstol, el peristilo a la iglesia militante, la cúpula a la Iglesia Triunfante y el crepidoma, a modo de tres escalones, representa las tres virtudes teologales: fe, esperanza y caridad.